# Второй Ижевский лесопункт
Второ́й Иже́вский лесопу́нкт — деревня в Завьяловском районе Удмуртии, входит в состав Каменского сельского поселения.

## География
Деревня находится на расстоянии 20 км к юго-западу от Завьялово, административного центра района, и 23 км к югу от города Ижевск, столицы республики.

### Часовой пояс
Деревня Второй Ижевский лесопункт, как и вся Удмуртская Республика, находится в часовой зоне МСК+1. Смещение применяемого времени относительно UTC составляет +4:00.

## Население
| 2010 | 2012 |
| ---- | ---- |
| 0    | ↗2   |